# Misael Llantén
Misael Benjamín Llantén Letelier (n. Santiago de Chile, Región Metropolitana, Chile, 7 de febrero de 1999) es un futbolista chileno que se desempeña como mediocampista y actualmente milita en Deportes Limache de la Primera División de Chile.

## Clubes
| Club              | País  | Año       |
| ----------------- | ----- | --------- |
| Colo-Colo         | Chile | 2016-2018 |
| San Antonio Unido | Chile | 2019      |
| San Luis          | Chile | 2020-2021 |
| San Marcos        | Chile | 2021      |
| Lautaro de Buin   | Chile | 2022-2023 |
| AC Barnechea      | Chile | 2024      |
| Deportes Limache  | Chile | 2025-Act. |

## Palmarés

### Campeonatos nacionales
| Título           | Equipo    | País  | Año    |
| ---------------- | --------- | ----- | ------ |
| Primera División | Colo-Colo | Chile | 2017-T |

- Datos: Q28931448